# Giulio Cesare Giacobbe
Giulio Cesare Giacobbe (Genova, 7 gennaio 1941) è uno scrittore e psicologo italiano, noto per numerosi manuali di auto-aiuto di grande successo commerciale, incentrati sui temi della psicologia e delle filosofie orientali.

## Biografia
Per le modeste condizioni economiche della sua famiglia, ha iniziato a lavorare da giovanissimo, mentre ancora frequentava le scuole, conseguendo l'abilitazione come tecnico radiologo. 
Ritornato a Genova dopo il servizio militare, nel 1963 si è iscritto alla Facoltà di Filosofia e ha lavorato come tecnico radiologo all'ospedale San Martino. Nel 1966 si sposò con Franca Longo, da cui ebbe il figlio Yuri due anni dopo. Nel 1967 si laureò in filosofia con una tesi su testi latini concernenti la rivoluzione scientifica rinascimentale. 
Negli anni settanta è stato insegnante di lettere nella scuola media, nel 1972 gli è stata assegnata la cattedra di Storia delle Matematiche presso la facoltà di lettere e filosofia dell'Università di Genova. Gli è stata poi affidata la cattedra di storia del Rinascimento e quella di storia della logica. Nel 1979 è nata sua figlia Dafne. Nel 1995 morì suo figlio Yuri: Giulio Cesare Giacobbe ha divorziato e si è dedicato allo studio della psicologia e del buddhismo. 
Ha conseguito il Ph.D presso l'International Institute of Pneumiatrics della California con specializzazione in psicologia analitica. Gli è stata assegnata la cattedra di fondamenti delle discipline psicologiche orientali.
Nel 1994 scrive il saggio La psicologia dello yoga, pubblicato dall'Università di Genova, in cui analizza il testo sanscrito dello Yoga Sutra di Patanjali, sostenendo che non si tratti, come è stato tramandato dalla tradizione fino ad oggi, di un trattato di metafisica, bensì di un manuale descrittivo del Raja Yoga, la prima originale tecnica della tradizione yogica atta a realizzare uno stato di trance (Kaivalya) in cui si percepisce il totale vuoto mentale, considerato dalla tradizione orientale uno stato di massima beatitudine (SatChitAnanda). 
Dal 1999, con Come smettere di farsi seghe mentali e godersi la vita, inizia a pubblicare una serie di manuali di auto-aiuto che ottengono un grande successo di pubblico.

## Opere
- La psicologia dello yoga, ECIG, 1994
- Come smettere di farsi seghe mentali e godersi la vita, Le Stelle, 1999, poi Ponte alle Grazie, 2003
- Alla ricerca delle coccole perdute, Ponte alle Grazie, 2004
- Come diventare un Buddha in cinque settimane, Ponte alle Grazie, 2005
- Come diventare bella, ricca e stronza, Mondadori, 2006
- La paura è una sega mentale, Mondadori, 2010
- Se li ami non muoiono mai, Mondadori, 2014
- Come cambiare il proprio passato con il trapianto di memoria, Mondadori, 2015
- Lo zen per tutti. Ovvero come vivere nella realtà, La Cicala, 2017
- Il Buddha. La sua vita e il suo vero insegnamento, La Cicala, 2019